# Autoire
Autoire é uma comuna francesa na região administrativa de Occitânia, no departamento de Lot. Estende-se por uma área de 7,15 km². Em 2010 a comuna tinha 367 habitantes (densidade: 51,3 hab./km²).
Pertence à rede das As mais belas aldeias de França.